# The Padre
The Padre  è un cortometraggio muto del 1911. Il nome del regista non viene riportato nei credit del film, un western in un rullo prodotto dalla Selig Polyscope Company.

## Produzione
Il film fu prodotto da William Nicholas Selig per la sua compagnia, la Selig Polyscope Company. Venne girato a San Gabriel, in California.

## Distribuzione
Distribuito dalla General Film Company, il film - un cortometraggio in una bobina - uscì nelle sale cinematografiche statunitensi il 20 febbraio 1911.